# Corythalia murcida
Corythalia murcida là một loài nhện trong họ Salticidae.
Loài này thuộc chi Corythalia. Corythalia murcida được Frederick Octavius Pickard-Cambridge miêu tả năm 1901.